# The President
The President är ett berg i Kanada.   Det ligger i provinsen British Columbia, i den centrala delen av landet, 3 000 km väster om huvudstaden Ottawa. Toppen på The President är 3 123 meter över havet, eller 656 meter över den omgivande terrängen. Bredden vid basen är 7,2 km.
Terrängen runt The President är huvudsakligen bergig.Trakten runt The President är nära nog obefolkad, med mindre än två invånare per kvadratkilometer.. Det finns inga samhällen i närheten. 
Trakten runt The President består i huvudsak av gräsmarker.